# Елиуд Кипчоге
Елиуд Кипчоге (на английски: Eliud Kipchoge) е кенийски лекоатлет, състезател по бягане на средни и дълги дистанции и бивш световен рекордьор на маратон с време от 2 часа 1 минута и 09 секунди, поставен в Берлин на 25.09.2022 г.
На 12 октомври 2019 година става първият човек, пробягал маратон под 2 часа, като постига време 1:59:40 на специалното събитие INEOS Challеnge във Виена, организирано с цел слизане под 2 часа с помощта на множество пейсъри по пътя и специален автомобил, поддържащ темпото на бегачите с лазери, поради което времето не е признато за официален световен рекорд.

## Биография
Кипчоге е роден на 5 ноември 1984 година в Капсисива Кения, като най-малкото от четирите деца. Отгледан е от майка си, по професия учител, без да познава баща си. В детството си не се е интересува от бягане и среща треньора си Патрик Санг (олимпийски медалист) на 16 години през 2001.
Елиуд Кипчоге има три деца и живее със семейството си в Елдорет.

## Кариера
Кипчоге пробива в световния елит на леката атлетика на Световното първенство в Париж през 2003, когато печели златния медал на 5000 м. На Олимпийските игри в Атина 2004 печели бронзов медал в същата дисциплина, а през 2008 в Пекин и сребърен медал.
От 2012 г. се ориентира към шосейните бягания и дебютира с победа на полумаратона в Лил с време 59:05. Първият маратон, на който участва е в Хамбург през 2013, където отново печели, като поставя и рекорд на трасето с време 2:05:30.
През 2015 печели за първи път маратона в Берлин, един от Големите Шест Маратона. Въпреки че има проблеми с обувките си още от десетия километър, той не спира да ги оправя, за да не губи време и финишира с 2:04:00, макар и с кървящи крака.
През 2016 печели за втора поредна година маратона в Лондон с 2:03:05, като поставя рекорд на трасето. На Летните олимпийски игри 2016 печели златния медал в маратона с време 2:08:44.
На 6 май 2017 на пистата в Монца прави опит за първи път в историята да пробяга маратон под два часа, в проекта на Найк Breaking2. Кипчоге финишира за 2:00:25, но тъй като бяга зад водеща кола, времето не е записано като официален рекорд.
През пролетта на 2018 печели за трети път в Лондон, а на 16 септември 2018 поставя световен рекорд на Маратона в Берлин с време 2:01:39.